# Luchsbogen

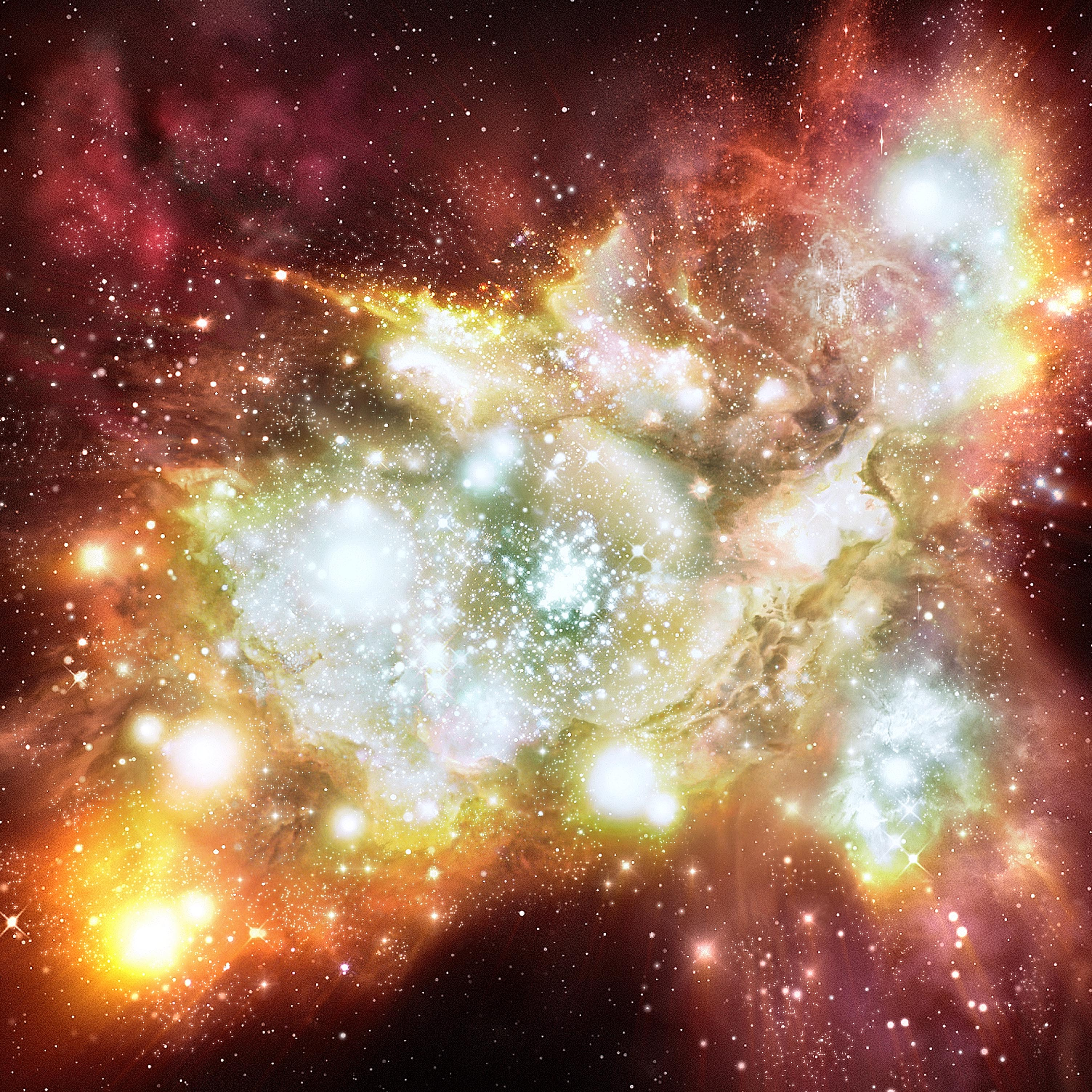
Lynx Arc

Der Luchsbogen (engl. Lynx Arc) wurde im Jahr 2003 am Keck-Observatorium entdeckt und gilt als die heißeste bisher entdeckte Sternentstehungsregion des Universums (Stand 2003).
Er befindet sich im Sternbild Luchs, etwa 12 Milliarden Lichtjahre (z=3.357) von der Erde entfernt, 8 Millionen Mal weiter entfernt als der Orionnebel und ist eine Million Mal heller als dieser. Im Luchsbogen befinden sich nach Schätzungen über eine Million Blaue Riesen (Vergleich Orionnebel: 4 Blaue Riesen).
Die Entdeckung gelang bei einer systematischen Suche mit der Hilfe einer Gravitationslinse. Als Gravitationslinse wirkt ein 4,5 Milliarden Lichtjahre von der Erde entfernter Galaxien-Cluster (RX J0848+4456, z=0.570). Neben dem Keck-Observatorium waren auch das Hubble-Weltraumteleskop und ROSAT an der Suche beteiligt.
Die Temperatur der Sternenoberflächen im Luchsbogen beträgt mit 80.000 °C ca. das Doppelte der bisher bekannten Sterne in unserer näheren Umgebung. Lediglich die ersten Sterne nach der Entstehung des Universums werden mit 120.000 °C noch heißer geschätzt. Durch die große Entfernung zum Luchsbogen erhält man einen Blick in die Vergangenheit vor 12 Milliarden Jahren, lange bevor unser Sonnensystem überhaupt existierte. Zu diesem Zeitpunkt war das Universum 2 Milliarden Jahre alt. Die ersten Sterne des Universums entstanden 1,8 Milliarden Jahre vor dem Luchsbogen.